# Nowy Besk
Nowy Besk [pronunciación en polaco: /ˈnɔvɨ ˈbɛsk/] es un pueblo ubicado en el distrito administrativo de Gmina Grabów, dentro del condado de Łęczyca, Voivodato de Łódź, en el centro de Polonia. Se encuentra a unos 3 kilómetros al sureste de Grabów, a 13 kilómetros al noroeste de Łęczyca, y a 47 kilómetros al noroeste de la capital regional Łódź.